# ТОП100 в медицині

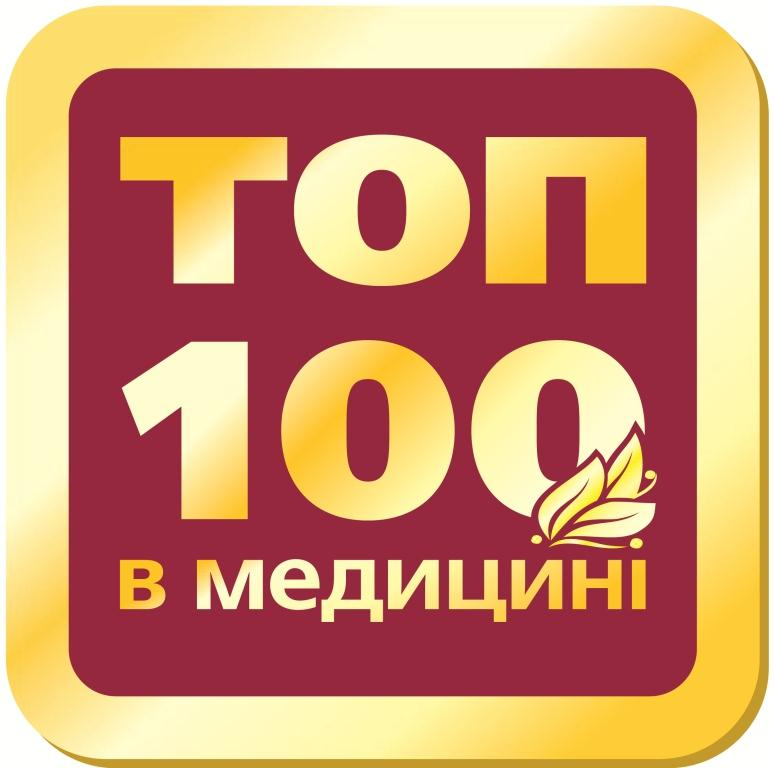
Логотип реєстру

«ТОП100 в медицині» — щорічний незалежний загальноукраїнський реєстр найкращих лікарів, адміністраторів, викладачів, ректорів і середнього медичного персоналу, навчальних і лікувально-профілактичних установ та організацій системи охорони здоров'я України.
Реєстр створюється Міжнародним благодійним фондом «Здоров'я українського народу» — благодійною неприбутковою організацією, яка є також співорганізатором конкурсу «Національна Медична Премія».

## Формування реєстру
Реєстр формується протягом року за результатами подання кандидатів трудовими колективами лікувально-профілактичних закладів, професійними державними та незалежними організаціями системи охорони здоров'я в Україні та за її межами, фахівцями сфери охорони здоров'я найвищого професійного рівня, а також голосування практикуючих лікарів.
До реєстру може потрапити будь-який працівник системи охорони здоров'я, лікувально-профілактичний або навчальний заклад системи охорони здоров'я, який відповідає критеріям реєстру «ТОП100 в медицині» та за результатами опитування набрав необхідну кількість голосів експертів у межах регіональних квот, встановлених Оргкомітетом конкурсу.
Створення реєстру «ТОП100 в медицині» реалізується в межах Конкурсу «Національна Медична Премія». Реєстр є основою для визначення кандидатів на відзначення Національною Медичною Премією — найвищою недержавною відзнакою для найкращих представників галузі охорони здоров'я.
Подання кандидатів експертами до реєстру, включення кандидатів до реєстру та участь у конкурсі для лауреатів Реєстру є безкоштовними.

## Контакти
Поштова адреса Виконавчої дирекції: м. Київ, Чигоріна 18, оф. 423